# Miroľská slatina
Miroľská slatina je přírodní rezervace v oblasti Prešov.
Nachází se v Chráněné krajinné oblasti Východní Karpaty,  v Laborecké vrchovině, v katastrálním území obce Miroľa v okrese Svidník v Prešovském kraji. Území bylo vyhlášeno v roce 1980 na rozloze 0,9676 ha. Ochranné pásmo nebylo stanoveno. Na území rezervace platí 4. stupeň ochrany. Předmětem ochrany je vzácná slatinná vegetace s výskytem suchopýru širolistého.
Chráněné území je ukázkou vzácných lučních a slatinných společenství, které se v okrese Svidník nacházejí pouze v této lokalitě. Dominují zde ostřice, suchopýr širolistý, na nejmokřejších částech vachta trojlistá a jiné zákonem chráněné rostliny.